# Башиловская улица (Москва)
Баши́ловская у́лица (название с начала XIX века) — улица в Северном административном округе города Москвы на территории Савёловского района.

## История
Название появилось в начале XIX века по местности Башиловке, принадлежавшей директору Комиссии о строении Москвы А. А. Башилову, в 1830-х годах устроившему здесь улицы, аллеи, театр и зал для пения («воксал») в Петровском парке.

## Расположение
Башиловская улица проходит от улицы Нижней Масловки (часть Третьего транспортного кольца) на север, пересекает 1-ю Квесисскую улицу, 2-ю Квесисскую улицу, Писцовую улицу, 4-й Вятский переулок, поворачивает на северо-запад, с запада к улице примыкает Старый Петровско-Разумовский проезд, Башиловская улица пересекает подъездные пути к косметической фабрике «Свобода», 1-ю Хуторскую улицу и 2-ю Хуторскую улицу, проходит под путепроводом Рижского направления Московской железной дороги и проходит до Дмитровского проезда, за которым продолжается как Тимирязевская улица. Между улицей Нижней Масловкой, Башиловской и 1-й Квесисской улицами и 2-м Нижнемасловским переулком расположена площадь Зденека Неедлы. Нумерация домов начинается от улицы Нижней Масловки.

## Примечательные здания и сооружения
Остатки железнодорожной линии, предназначенной для фабрик Ралле.
По нечётной стороне:
- № 3 — жилой дом. Здесь жила спортсменка Александра Чудина[3].

По чётной стороне:
- № 24 — автобаза № 2 Управления делами Президента Российской Федерации.

## Транспорт

### Автобус
- 72:  Водный стадион —  Савёловский вокзал (в направлении метро Водный стадион проходит по всей улице, в направлении Савёловского вокзала — от Дмитровского проезда до 2-й Квесисской улицы).
- 82: 7-й автобусный парк — Платформа Окружная —  Петровско-Разумовская —  Савёловский вокзал —  Белорусский вокзал (в направлении Белорусского вокзала проходит от Дмитровского проезда до 2-й Хуторской улицы и от Писцовой улицы до 2-й Квесисской улицы; в направлении 7-го автобусного парка — от улицы Нижняя Масловка до Писцовой улицы и от 2-й Хуторской улицы до Дмитровского проезда)
- 384:  Савёловский вокзал —  Динамо (в направлении Метро Динамо проходит от 4-го Вятского переулка до 2-й Квесисской улицы, в направлении Савёловского вокзала — от улицы Нижняя Масловка до 4-го Вятского переулка)

### Метро
- Станция метро  Дмитровская — северо-восточнее улицы, на Бутырской улице.
- Станции метро  Савёловская и  Савёловская (соединены переходом) — юго-восточнее улицы, на площади Савёловского Вокзала.

### Железнодорожный транспорт
- Дмитровская Рижского направления Московской железной дороги — северо-восточнее улицы, между Бутырской улицей, Дмитровским проездом, 2-й Хуторской улицей и 2-м Хуторским переулком.
- Савёловская Алексеевской соединительной линии Московской железной дороги — юго-восточнее улицы, на площади Савёловского Вокзала.
- Савёловский вокзал — юго-восточнее улицы, на площади Савёловского Вокзала.